# The Gordon Schools

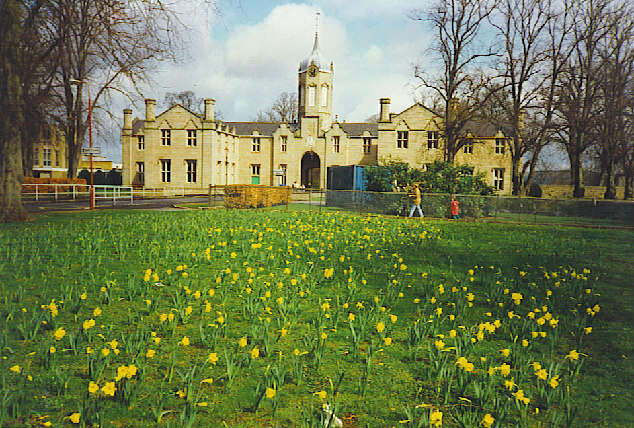
The Gordon Schools

The Gordon Schools ist eine nicht-konfessionsgebundene weiterführende Schule in der schottischen Ortschaft Huntly in der Council Area Aberdeenshire. 1971 wurde das ihr Hauptgebäude in die schottischen Denkmallisten in der höchsten Denkmalkategorie A aufgenommen.

## Geschichte
Stifterin der Schule war Elizabeth, Ducchess of Gordon, Witwe von George Gordon, 5. Duke of Gordon. Mit der Einrichtung der Gordon Schools zwischen 1839 und 1841 schloss sie die vier lokalen Schulen zu einer zusammen, weshalb der Schulname bis heute im Plural steht, obschon es sich nur um eine einzelne Einrichtung handelt. Etwa 750 Schüler (Stand: 2019) besuchen die weiterführende Schule.

## Schulbetrieb
Schüler aus einem Umkreis von rund 25 Kilometern besuchen die sechsstufige Gordon Schools. Als Fremdsprachen werden Deutsch, Französisch und Italienisch angeboten. Obschon es sich nicht um ein Internat handelt, werden die Schüler bei Eintritt in die Gordon Schools in eines von vier Häusern eingeteilt, dem sie bis zum Abschluss zugehörig sind. Jedes der Häuser, Badenoch, Fraser, Gordon und Seton hat einen Betreuungslehrer. Bei Veranstaltungen treten die Häuser auch gegeneinander an.
Die Schuluniform wurde in Abstimmung mit den Eltern und Schülern festgelegt. Sie besteht aus einem schwarzen Pullover oder Weste mit Schulwappen, weißer Bluse, Hemd oder Polohemd mit optionalem Wappen und einer schwarzen Hose oder Rock sowie einer Krawatte.

## Wappen
Die Gordon Schools besitzen ein eigenes Wappen. Dieses zeigt jeweils zwei Eberköpfe, Löwenköpfe, Halbmonde und Erdbeerblüten. Diese Elemente entstammen den Wappen des Clans Gordon, der Region Badenoch, des Clans Seton sowie des Clans Fraser. Das rote Band mit silbernen Sternen zeigt die Verbindung zur Familie Brodie, der Elizabeth Gordon entstammt. Schwarze und goldene Streifen sind dem Standwappen Huntlys entnommen. Die Lindenblätter und der Turm sind Elemente des Schulgrundes.

## Hauptgebäude
Die Schule befindet sich am Ende einer Allee am Nordrand von Huntly. Sie wurde zwischen 1839 und 1841 nach einem Entwurf des schottischen Architekten Archibald Simpson erbaut. Erweiterungen wurden 1888 von A. Marshall Mackenzie, 1903 von R. G. Wilson und 1912 von William Kelly geplant. Zuletzt wurde die Gordon Schools 1955 erweitert.
Simpsons entwarf einen symmetrisch aufgebauten, zweistöckigen Komplex im neo-jakobinischen Stil. In seinem Zentrum befindet sich ein hoher rundbogiger Durchgang oberhalb dessen ein Glockenturm mit geschwungener Haube aufragt. Die Schulglocke wurde 1840 von Mears gefertigt. Die Erweiterung aus dem Jahre 1888 setzt stilistisch beinahe nahtlos am Sandsteingebäude Simpsons an. Kellys Erweiterung aus dem Jahre 1912 ist hingegen im Tudorstil gehalten mit asymmetrisch angeordneten Kreuzgiebeln.